# Vultureni, Cluj
Vultureni (mai demult Uifalău sau Uifalăul Borșei din maghiară Magyarújfalu) este satul de reședință al comunei cu același nume din județul Cluj, Transilvania, România.

## Transport
- DJ109, Răscruci – Borșa – Vultureni – Așchileu.

## Personalități
- Alexandru Bohățiel (1816-1897), avocat și om politic, deputat român în Dieta de la Cluj, în anul 1848
- Ion Mureșan (n. 1955), poet și publicist contemporan

## Imagini

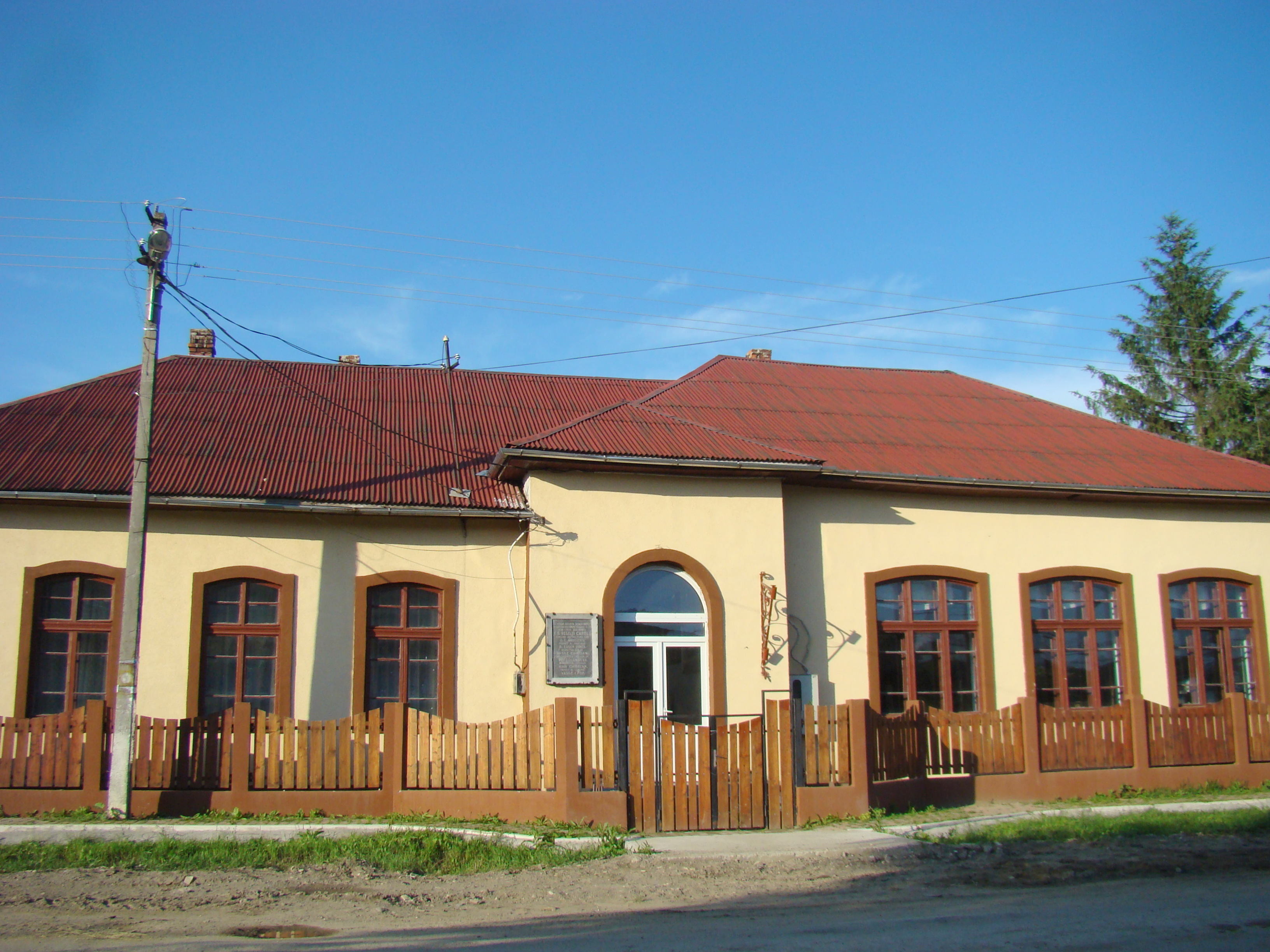
Școala primară
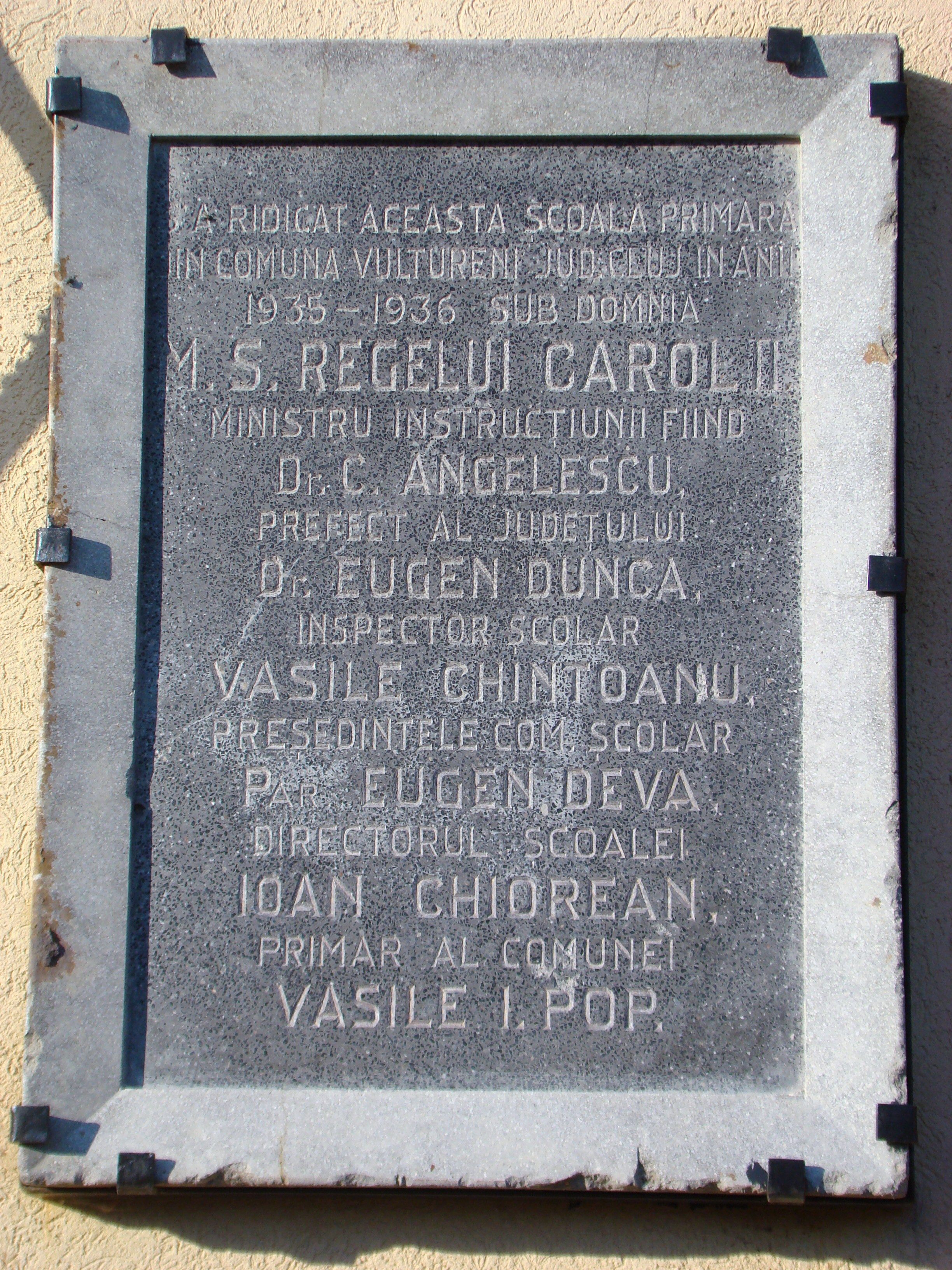
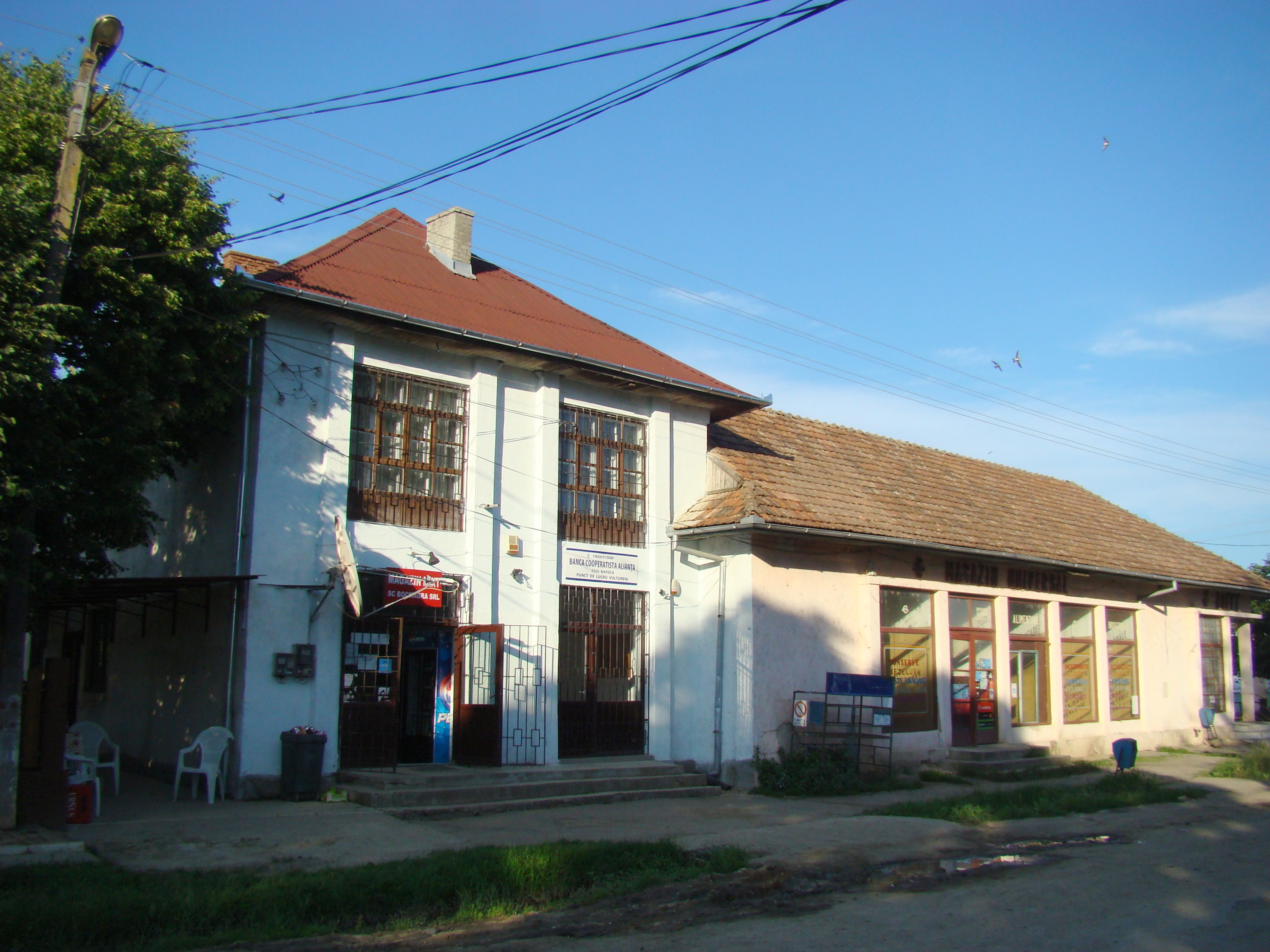
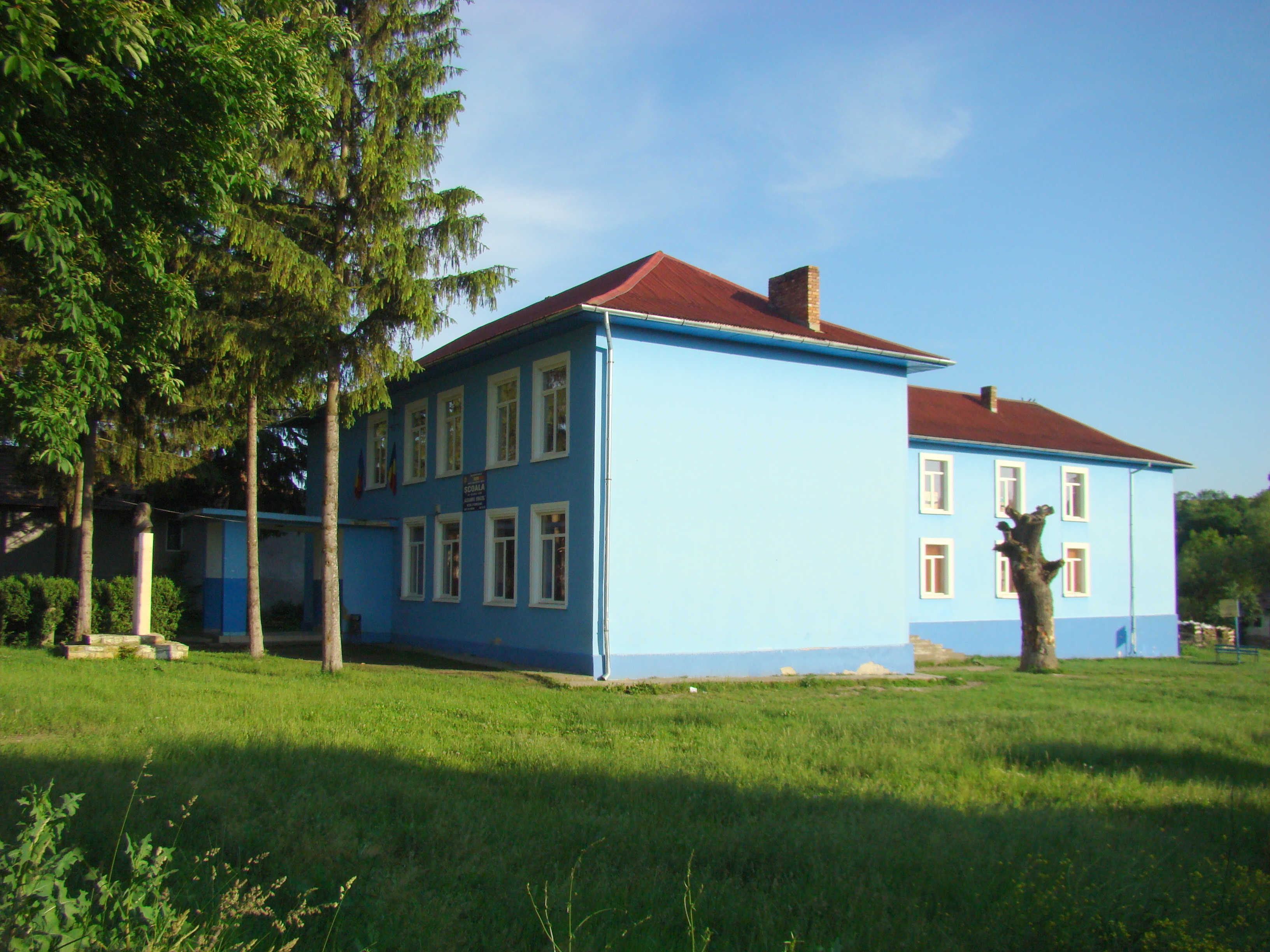
Școala gimnazială
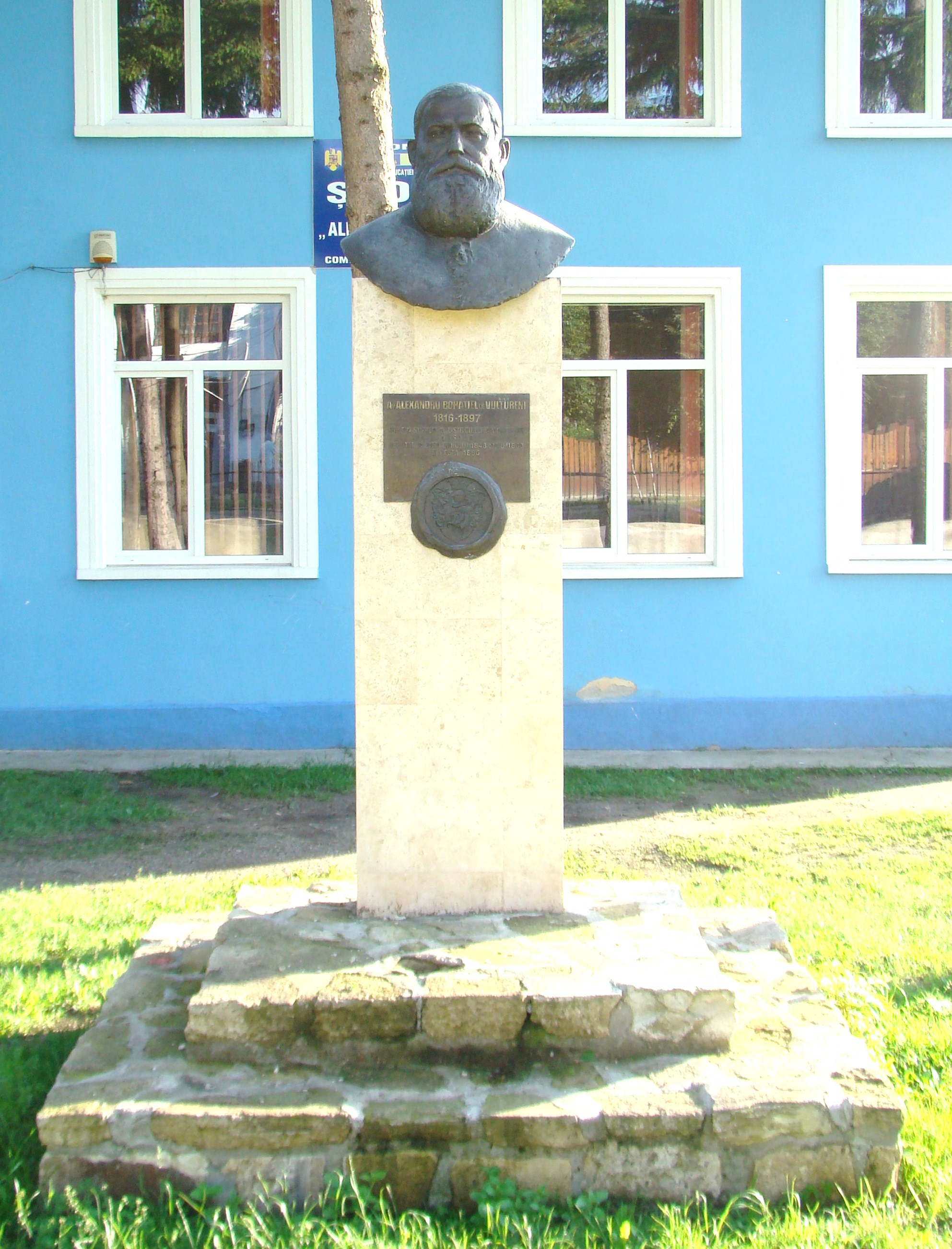
Bustul lui Alexandru Bohățel din fața școlii care îi poartă numele